# Eelke de Jong
Eelke de Jong (Apeldoorn, 17 juli 1935 – Amersfoort, 1 augustus 1987) was een Nederlandse journalist en schrijver.

## Biografie
Eelke de Jong begon als leerling journalist bij het Vrije Volk. Daarna werkte hij korte tijd als kunstredacteur bij De Telegraaf, van 1963 tot zijn dood in 1987 als journalist en columnist bij weekblad Haagse Post. Hij was degene die fotograaf John de Rooij in 1965 tipte dat prinses Beatrix in de weekeinden bezoek kreeg van een voor hen onbekende man. Op 1 mei 1965 verscholen beiden zich in het struikgewas bij Kasteel Drakensteyn. De Rooy schoot daar de eerste persfoto's van Beatrix met Claus van Amsberg, haar toekomstige echtgenoot.
Zijn debuut als schrijver was in 1971 met de bundel Ginds, met daarin zijn bijdragen in de Haagse Post.
Samen met Hans Sleutelaar verzamelde hij begin jaren zeventig de Sprookjes van de Lage Landen. Deze werden in 1985 uiteindelijk gebundeld in Alle sprookjes van de Lage Landen.
Met Rijk de Gooyer schreef hij het feuilleton Koos Tak, dat na De Jongs dood werd  heruitgegeven als The best of Koos Tak. Deze bundel werd geïllustreerd door Peter van Straaten.